# Ebba Busch Thor
Ebba-Elisabeth Busch (Uppsala, 11 de fevereiro de 1987) é uma política sueca do Partido Democrata-Cristão.
 
Nasceu em Uppsala, na Suécia, em 1987.
 
É líder do Partido Democrata-Cristão desde 2015.

Desde 18 de outubro de  2022, é vice-primeira-ministra, ministra da energia e ministra da economia no Governo Kristersson.

## Carreira
Foi vereadora do Município de Uppsala, no periodo  de 2010-2015.